# Lesegesellschaft Eppingen
Die Lesegesellschaft Eppingen wurde 1831 in der ländlichen Kleinstadt Eppingen gegründet. Lesegesellschaften waren im deutschsprachigen Kulturraum Träger der bürgerlichen Emanzipation und gehören in die Vorgeschichte der Herausbildung politischer Parteien des 19. Jahrhunderts.

## Gründung 1831
Die Eppinger Lesegesellschaft wurde erst spät gegründet. In den größeren Städten der Umgebung wie Karlsruhe (1784), Pforzheim (1785) und Heidelberg (1785) waren entsprechende Gesellschaften schon Jahrzehnte zuvor gegründet worden. 
Das Gründungsjahr lässt sich aus einem Brief an das Bezirksamt Eppingen erschließen. Dort heißt es: Bereits seit dem Jahre 1831 besteht mit Vorwissen und Genehmigung der Bezirkspolizeibehörde in der hiesigen Stadt eine Lesegesellschaft. Die Mitglieder der Lesegesellschaft, selbst tragende Elemente der Obrigkeit (vgl. Mitgliederstruktur), beantragten in diesem Brief vom 19. Juni 1847 an das Großherzogliche Wohllöbliche Bezirksamt die Befreiung von der Polizei- oder Feierabendstunde.

## Satzung
Der § 1 der Satzung lautete: Die Gesellschaft ist eine geschlossene Gesellschaft. Darin manifestierte sich bereits, dass die Gründer „unter sich“, das heißt innerhalb ihrer eigenen gesellschaftlichen Klasse bleiben wollten. Ein enger Zirkel des Bildungs- und Besitzbürgertums wollte sich keinesfalls anderen Schichten öffnen, auch wenn diese lesen konnten und in der Lage waren, den Mitgliedsbeitrag zu zahlen.
Lediglich Gäste konnten in die Gesellschaft eingeführt werden, Einheimische allerdings nur einmal. Neben den ordentlichen Mitgliedern gab es die Kategorie der außerordentlichen Mitglieder nach drei verschiedenen Kriterien: a) wer nur vorübergehend in Eppingen wohnte, b) wer nicht in Eppingen wohnte, c) selbstständige Damen.
Jährlich wurde in einer Hauptversammlung die Vorstandschaft gewählt, bestehend aus dem 1. Vorsitzenden, seinem Stellvertreter, dem Schriftführer und dem Kassenwart. In den ersten 50 Jahren des Bestehens der Lesegesellschaft waren die 1. Vorsitzenden Dr. Carl August Wilhelm (Amtsphysikus und praktischer Arzt) und danach der Kaufmann Ludwig August Hochstetter.
Die nachfolgende Liste der 1. Vorsitzenden vermittelt uns einen Eindruck über die gesellschaftliche Bedeutung der Eppinger Lesegesellschaft:
- ??? bis 1889 Oberamtmann Deitigsmann
- 1889–1890 Paul Bentel, Bürgermeister
- 1890–1907 Dr. Karl Philipp Weng, praktischer Arzt
- 1907–1911 Alfred Widmer, Notar
- 1911–1912 Professor Hördt
- 1912–1919 Professor Schulze, Realschuldirektor
- 1919–1920 Albert Wirth, Bürgermeister
- 1920–1922 Professor Zimmermann
- 1922–1925 Professor Schulze, Realschuldirektor
- 1925–1926 Eugen Emmerich, Realschuldirektor
- 1926–1938 Jakob Gebhard, Gutspächter auf dem Dammhof

## Mitgliederstruktur
Aus den Jahren 1847 und 1928 sind Mitgliederlisten erhalten.
1847 waren es 32 Mitglieder, keine Frau ist aufgeführt, 12 Beamte des Bezirksamtes, der Stadtverwaltung oder sonstiger staatlicher Ämter. Dann folgen in der Reihenfolge Kaufleute (6), Lehrer (4), Geistliche (4). Mit jeweils einer Person sind folgende Berufe aufgeführt: Bürgermeister, Notar, Advokat, Kapellmeister, Arzt und Förster.
Die Mitgliederliste von 1928 zeigt in der Differenzierung der gesellschaftlichen Oberschicht ganz andere Berufe. Von 52 Mitgliedern der Lesegesellschaft sind 8 Beamte (1924 wurde das Bezirksamt Eppingen aufgelöst), 7 Kaufleute, 7 Lehrer, 6 Ärzte, 3 Handwerksmeister, 2 Gutspächter, 2 Bankvorstände, 2 Gastwirte und 2 Fabrikanten. Es folgen mit je einer Nennung Bürgermeister, Geistlicher, Förster, Mühlenbesitzer, Apotheker, Brauereibesitzer, Ziegeleibesitzer u. a.
Erstaunlicherweise sind 1928 auch drei Witwen aufgeführt, die möglicherweise die Mitgliedschaft ihres gestorbenen Mannes geerbt hatten. Die Männer dieser Witwen waren Landwirt, Buchdrucker und Kaufmann. Eine der Witwen war Johanna Heinsheimer geborene Kahn (1863–1941), Ehefrau des Maier Heinsheimer (1855–1913). Dieser war ein erfolgreicher Kaufmann und langjähriger Synagogenrat bzw. Vorsteher der jüdischen Gemeinde Eppingen. Von den anderen jüdischen Kaufleuten, die Ende des 19. und Anfang des 20. Jahrhunderts einen hohen Anteil am Eppinger Geschäftsleben hatten, ist keiner als Mitglied aufgeführt.

## Gesellschaftslokal
Die Lesegesellschaft hatte ihr Gesellschaftslocal immer in einem Eppinger Gasthaus gemietet. Dort stand die Bibliothek und wurden die Zeitungen und Zeitschriften ausgelegt. Hier wurde Konversation und Geselligkeit gepflegt. An jedem Abend der Woche war der Raum für Mitglieder geöffnet, und am Mittwoch- und Samstagabend gab es regelmäßig Veranstaltungen. Als geschlossene Gesellschaft musste man sich nicht nach der Polizeistunde richten beziehungsweise wurde auf Antrag ausdrücklich davon befreit.

## Bibliothek
Die Anschaffung der Bücher, Zeitschriften und Zeitungen finanzierte man aus den Mitgliedsbeiträgen. Die jährliche Hauptversammlung wählte eine Bücherkommission, die zusammen mit dem Vorstand über die Anschaffung von Büchern entschied. Die gekauften Bücher wurden beim örtlichen Buchbinder Kepner in einen einheitlichen Einband gebunden. Die Bibliothek befand sich in den Räumen der Lesegesellschaft, um die Ausleihung kümmerte sich ein Bücherwart.

## Bibliotheksbestand
Ein Bücherkatalog aus dem Jahr 1913 ist überliefert. 1933 wurden 633 Bücher in der Vereinsbibliothek gezählt. Die Bibliothek war in drei Abteilungen gegliedert. 1. Schöne Literatur, 85 % des Bestandes, 2. Geschichte, Kulturgeschichte, Lebensbeschreibungen, Erinnerungen, 11 % des Bestandes, 3. Geographie, Reisewerke, 4 % des Bestandes. Nachschlagewerke, wissenschaftliche Fachliteratur, religiöse Bücher, Orts- und heimatgeschichtliche Werke fanden sich in der 1. Abteilung. Der Zeitgeschmack überwog. 
Um 1900 abonnierte man folgende Zeitungen: Karlsruher Zeitung, Neue Badische Landeszeitung, Badische Landespost, Badischer Landesbote, Badischer Beobachter und den Eppinger Volksboten.
Ein Teil der Zeitschriften, die um 1900 bezogen wurden, sollen einen Einblick in die Interessen der Mitglieder geben. Es waren: Illustrirte Zeitung, Fliegende Blätter, Illustrierte humoristische Zeitschrift, Kladderadatsch, Simplicissimus, Jugend (eine Kunstzeitschrift, nach der die Bezeichnung Jugendstil entstand), Die Gartenlaube,  Daheim, Vom Fels zum Meer u. a. m.

## Pflege der Geselligkeit
Die Pflege der Geselligkeit war nach der Satzung der zweite Tätigkeitsbereich der Lesegesellschaft. Dafür gab es eine Vergnügungskommission, und es wurden Kegelabende, Faschingsbälle, Familienabende mit Tanz etc. veranstaltet.

## Auflösung 1938
Am 9. März 1938 beschlossen die Mitglieder der Lesegesellschaft die Liquidation der Gesellschaft. Ob Druck von Seiten der nationalsozialistischen Machthaber ausgeübt wurde, ist nicht bekannt. Im Protokollbuch des Vereins steht dazu geschrieben: Die veränderten Zeiten und das mangelnde Interesse an der Gesellschaft hat die heutige Mitgliederversammlung veranlasst, die Auflösung der Lesegesellschaft ins Auge zu fassen. Die niedrige Mitgliederzahl ist auch nicht dazu angetan, die Gesellschaft weiterzuführen.
Noch im gleichen Jahr eröffnete in Eppingen eine Volksbücherei, die nur einen kleinen Teil der Buchbestände der Lesegesellschaft übernahm. Die Volksbüchereien und die Bücherhallen haben die Aufgabe, alle Schichten des Volkes zum Schrifttum der Nation zu führen und dadurch zur geistig-sittlichen Hebung des Volkes beizutragen. (Meyers Lexikon, 8. Auflage, Band 1, Leipzig 1936, Sp. 1339)